# Semidalis flinti
Semidalis flinti är en insektsart som beskrevs av Meinander 1972. Semidalis flinti ingår i släktet Semidalis och familjen vaxsländor. Inga underarter finns listade i Catalogue of Life.